# 陳英郎
陳英郎（1926年1月15日—2011年7月22日）是臺灣田徑運動員，雲林北港人。他接受臺灣首位奧運運動員張星賢的指導，在1948年中華民國全國運動會大放異彩獲得四項冠軍，因而雀屏中選參加1948年夏季奧林匹克運動會男子400公尺比賽，以50秒9的成績的成績獲得小組第三，未能晉級第二輪，但也成為首位代表中華民國參加奧運會的台灣運動員。而後前往日本經濟短期大學（現亞細亞大學短期大學部）進修，並於1954年亞洲運動會男子400公尺比賽一舉跑出48秒6的全國紀錄，獲得一枚銅牌。1958年亞洲運動會，他與蔡成福、陳慧坤、鄭洛成協力獲得了男子4×400公尺接力比賽銀牌，其後淡出賽場，於臺灣銀行任職直至退休。

## 外部連結
- 臺灣光復初期的田徑英傑－陳英郎先生[]
- Sports-Reference.com （页面存档备份，存于）